# 王敏 (1911年)
王敏（1911年8月—1988年11月14日），曾名孙秀珍、孙惠珍、孙坚，女，河北省定县西童房村人，中华人民共和国政治人物，中共七大候补代表。

## 生平
1920年，她在定县小学和女子师范小学部学习。1925年，考入定县女子初级师范。1929年，任定县女师小学教员。1934年1月至12月，任河北庆云县小学教员。1936年4月，加入中国共产党。同年12月，由吴德介绍到天津工作。1937年8月，担任交通员，负责取送中共中央北方局的机关刊物《火线》。1938年9月，任中共冀热察区委机要科科长和译电员。1940年5月至10月，在晋察冀中央分局党校学习。同年10月，任冀热察区党委组织部干事。1942年3月，任中共北岳区委党校教育干事。1943年2月，任中共冀中区委组织部干事。1944年4月至1945年8月，在延安中央党校二部当学员。1945年4月至6月，作为晋察冀代表团成员参加中共七大。同年9月，任中共张家口市第一区委宣传部部长。1946年11月到大连疗养院养病兼该院党总支委员。
1950年9月，最高人民检察署东北分署成立，她担任办公厅副主任（检察长为汪金祥）。1951年8月至1954年9月，在东北人民政府监察委员会财经处工作，后调东北局纪律检查委员会任副处长。1954年9月至1957年7月，任中央监察部工业司监察专员办公室主任。1957年7月至1958年12月，任交通部监察局副局长。1959年1月，任交通部机关党委办公室副主任。1961年2月，任交通部劳动工资司副司长。1963年3月，任交通部人事局副局长。文化大革命期间受到迫害，下放至交通部五七干校劳动。1972年3月，任交通部离休干部办公室支部委员。1979年，任交通部人事局顾问、支部副书记。1982年离休。1988年11月14日，因病在北京逝世。